# Erdélyi vajda

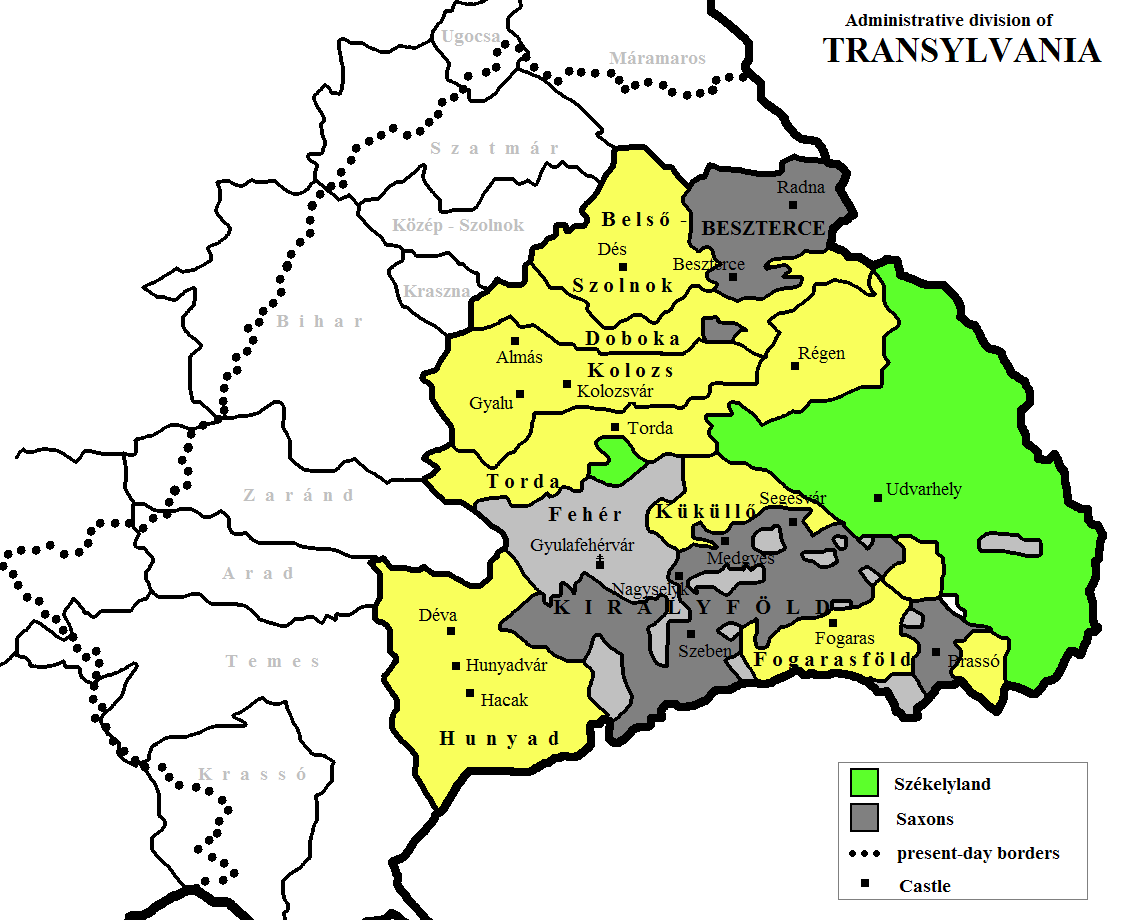
A vajda hatáskörébe tartozó területek a késő középkorban sárgával jelölve

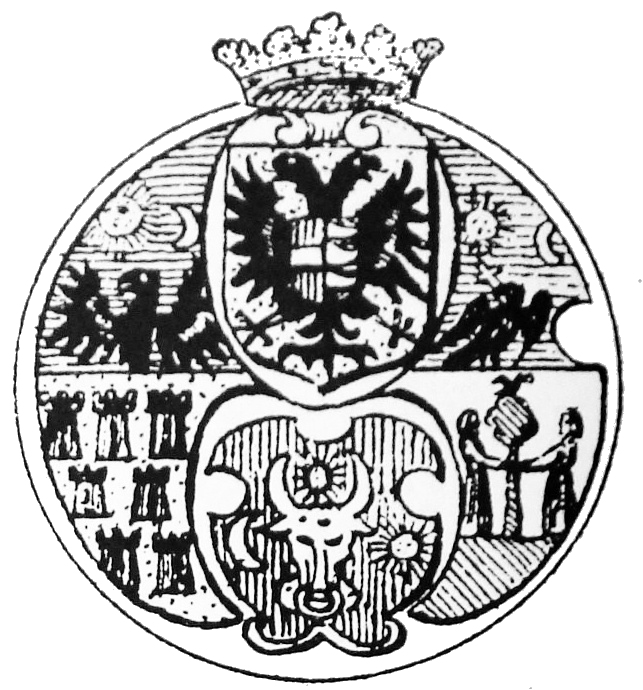
herceg somlyai Báthory Zsigmond erdélyi fejedelem címerpajzsa

Az erdélyi vajda a középkori Magyarország különleges területi hatalommal felruházott tisztségviselője volt. Erdély felett a királyt helyettesítő széles jogkörrel rendelkezett. Szélesebbel mint a nádor, akinek az ő területe felett nem is volt hatásköre.[forrás?] Hadat is gyűjthetett veszély esetén előzetes királyi engedély nélkül, amit területének a központtól való távolsága indokolt. Ez nem volt különleges jog, hiszen a Magyar Királyságban még a megyésispánok is gyűjthettek hadat az általuk irányított megye vagy megyék területén, sőt kötelezettségeik közé tartozott. Nagy Károly közigazgatási rendszerében az őrgróf feleltethető meg neki. Magyarországon még a bánok rendelkeztek hasonló jogkörrel.
A tisztség kialakulásában azonban minden bizonnyal szerepet játszott az államalapítás előtti gyula méltóság, különös tekintettel annak hadvezéri szerepére, aminek szláv fordítása a vajda/vojevod szó.
Az erdélyi vajda cím azonban valószínűleg közvetlenül a gyulafehérvári ispán címéből alakult ki. A 13. század elején feltűnnek az oklevelekben Fehér, Torda, Küküllő és Hunyad megyék, de ispánjaikról nincs szó bennük. Ezeket a megyéket feltehetőleg a gyulafehérvári ispán igazgatta. A vajda cím (princeps) formában (amely azonos a későbbi erdélyi fejedelem címével) először 1111-ben, Könyves Kálmán egyik oklevelében tűnik fel, Mercurius princeps Ultrasilvanus alakban. Makkai László szerint ez kapcsolatba hozható egy 1097-es oklevéllel, melyben Vincurius comes Bellegratae szerepel. „A vajda és a gyulafehérvári ispán egyszerre, mint két külön személy nem fordulnak elő, a két tisztség azonossága tehát ebben is igazolást nyer.” 
A „vajda” szó csak egy 1199-es oklevélben tűnik fel először.
Az erdélyi vajda a 13. századig csak Délerdélyt kormányozta, hatásköre csak e század végére terjedt ki a Erdély nagyobb részére, az Anjou-korban már jóval túlterjed Erdély földrajzi határain. Laczkfi Dénes vajda hatásköre 1366-ban túlnyúlt a Tiszán, északon Zemplénig terjedt. A vajda tisztségnek önmagában azonban volt hatásköre a fontosabb erdélyi városokban, az erdélyi adószedés és annak megállapításában, valamint a vámok és illetékek ügyében sem, mivel ezeket királyi tisztviselők a vajdától függetlenül intézték. A székely és szász területek felett sem rendelkezett hatalommal, mivel a közvetlenül a király alá rendelt székelyek grófja tisztség független volt a vajdák tisztségétől, valamint a szászok erős önkormányzatisága miatt Szászföldre sem terjedt ki hatásköre.

## Árpád-kori erdélyi vajdák
| Név                                        | Vajdaság ideje | Vajdasága alatt uralkodó | Megjegyzés                                             |
| ------------------------------------------ | -------------- | ------------------------ | ------------------------------------------------------ |
| Erdőelvi Zoltán                            | 1003           | I. (Szent) István        |                                                        |
| Vincurius(?)                               | 1097           | Könyves Kálmán           | Vincurius comes Bellegratae (gyulafehérvári ispán)     |
| Mercurius                                  | 1111           | Könyves Kálmán           | Mercurius princeps ultrasilvanius („erdőntúl” hercege) |
| Rátót nembeli Leusták /Eustachius (Lesták) | 1176           | III. Béla                | Rátót nembeli                                          |
| Legforus                                   | 1199–1200      | Imre                     |                                                        |
| Geregye Écs                                | 1200           | Imre                     |                                                        |
| Gyula                                      | 1201           | Imre                     | Kán nembeli                                            |
| Benedek                                    | 1202–1203      | Imre                     |                                                        |
| Benedek                                    | 1206           | II. András               | Korlát fia (először)                                   |
| Smaragd                                    | 1206           | II. András               |                                                        |
| Benedek                                    | 1208–1209      | II. András               | Korlát fia (másodszor)                                 |
| Mihály                                     | 1209–1212      | II. András               | Kacsics nembeli                                        |
| Bertold                                    | 1212–1213      | II. András               | andechs-meráni, Gertrudis királyné öccse               |
| Miklós                                     | 1213           | II. András               |                                                        |
| Gyula                                      | 1214           | II. András               | Kán nembeli                                            |
| Simon                                      | 1215           | II. András               |                                                        |
| Ipoch                                      | 1216–1217      | II. András               | Bogátradvány nembeli                                   |
| Rafain                                     | 1217           | II. András               |                                                        |
| Neuka                                      | 1219–1221      | II. András               |                                                        |
| Pál                                        | 1221–1222      | II. András               | Péter fia                                              |
| Pósa                                       | 1226–1229      | II. András               | Sólyom fia                                             |
| Gyula                                      | 1230–1231      | II. András               | Rátót nembeli                                          |
| Dénes                                      | 1233–1234      | II. András               | Tomaj nembeli                                          |
| András                                     | 1235           | II. András               | Szerafin fia                                           |
| Pósa                                       | 1235–1241      | IV. Béla                 | Sólyom fia                                             |
| Lőrinc                                     | 1242–1252      | IV. Béla                 |                                                        |
| Ákos Ernye                                 | 1252–1260      | IV. Béla                 | Ákos nembeli                                           |
| László                                     | 1260–1267      | IV. Béla                 | Kán nembeli                                            |
| Miklós                                     | 1267–1270      | IV. Béla                 | Gut-Keled nembeli                                      |
| Csák Máté                                  | 1270–1272      | V. István                | Csák nembeli                                           |
| Miklós                                     | 1272–1273      | IV. (Kun) László         | Geregye nembeli                                        |
| János                                      | 1273           | IV. (Kun) László         |                                                        |
| Miklós                                     | 1273–1274      | IV. (Kun) László         | Geregye nembeli                                        |
| Csák Máté                                  | 1274           | IV. (Kun) László         | Csák nembeli                                           |
| Miklós                                     | 1274           | IV. (Kun) László         | Geregye nembeli                                        |
| Csák Máté                                  | 1274–1275      | IV. (Kun) László         | Csák nembeli                                           |
| Ugrin                                      | 1275           | IV. (Kun) László         | Csák nembeli                                           |
| László                                     | 1275–1276      | IV. (Kun) László         | Kán nembeli                                            |
| Ugrin                                      | 1276           | IV. (Kun) László         | Csák nembeli                                           |
| Csák Máté                                  | 1276–1277      | IV. (Kun) László         | Csák nembeli                                           |
| Miklós                                     | 1277–1278      | IV. (Kun) László         | Pok nembeli                                            |
| Finta                                      | 1278–1280      | IV. (Kun) László         | Aba nembeli                                            |
| István                                     | 1280           | IV. (Kun) László         | Tekus fia                                              |
| Lóránd                                     | 1282           | IV. (Kun) László         | Borsa nembeli                                          |
| Apor                                       | 1283           | IV. (Kun) László         | Péc nembeli                                            |
| Lóránd                                     | 1284–1285      | IV. (Kun) László         | Borsa nembeli, Borsa Kopasz öccse                      |
| Mojs                                       | 1287–1288      | IV. (Kun) László         |                                                        |
| Lóránd                                     | 1288–1297      | III. (Endre) András      | Borsa nembeli                                          |

## Anjou-kori erdélyi vajdák
| Név                | Vajdaság ideje         | Vajdasága alatt uralkodó | Megjegyzés              |
| ------------------ | ---------------------- | ------------------------ | ----------------------- |
| Kán László         | 1297–1315              | "Interregnum"            | Kán nembeli             |
| Meggyesi Miklós    | 1315–1316              | Károly Róbert            |                         |
| Pok nembeli Miklós | 1315–1318              | Károly Róbert            | Pok nemzetség           |
| Debreceni Dózsa    | 1318–1321              | Károly Róbert            |                         |
| Szécsényi Tamás    | 1321–1342              | Károly Róbert            |                         |
| Sirokai Miklós     | 1342–1344              | I. Nagy Lajos (Anjou)    |                         |
| Lackfi István      | 1344–1350              | I. Nagy Lajos (Anjou)    |                         |
| Gönyüi Tamás       | 1350–1351              | I. Nagy Lajos (Anjou)    | Csór nemzetség          |
| Kont Miklós        | 1351–1356              | I. Nagy Lajos (Anjou)    |                         |
| Lackfi András      | 1356–1359              | I. Nagy Lajos (Anjou)    |                         |
| Lackfi Dénes       | 1359–1367              | I. Nagy Lajos (Anjou)    |                         |
| ifj. Lackfi Miklós | 1367–1369 v. 1367–1368 | I. Nagy Lajos (Anjou)    |                         |
| Lackfi Imre        | 1369–1372 (1367–1372)  | I. Nagy Lajos (Anjou)    |                         |
| Lackfi István      | 1372–1376              | I. Nagy Lajos (Anjou)    | csáktornyai (először)   |
| Losonci László     | 1376–1385              | I. Nagy Lajos (Anjou)    | (először)               |
| Lackfi István      | 1385–1386              | I. Nagy Lajos (Anjou)    | csáktornyai (másodszor) |
| Losonci László     | 1386–1392              | I. Nagy Lajos (Anjou)    | (másodszor)             |

## Vegyesházi királyok vajdái
| Név                                                        | Vajdaság ideje | Vajdasága alatt uralkodó               | Megjegyzés |
| ---------------------------------------------------------- | -------------- | -------------------------------------- | ---------- |
| Bebek Imre                                                 | 1392–1393      | Luxemburgi Zsigmond                    |            |
| Szécsényi Frank                                            | 1393–1395      | Luxemburgi Zsigmond                    |            |
| Stiborici Stibor                                           | 1395–1401      | Luxemburgi Zsigmond                    |            |
| Szécsényi Simon                                            | 1401–1402      | Luxemburgi Zsigmond                    |            |
| Csáky Miklós Marcali Miklós                                | 1402–1403      | Luxemburgi Zsigmond                    |            |
| Tamási János Szántai Lack Jakab                            | 1403–1409      | Luxemburgi Zsigmond                    |            |
| Stiborici Stibor                                           | 1409–1414      | Luxemburgi Zsigmond                    |            |
| Csáky Miklós                                               | 1415–1426      | Luxemburgi Zsigmond                    |            |
| Csáky László                                               | 1426–1437      | Luxemburgi Zsigmond                    |            |
| Lévai Cseh Péter                                           | 1436–1438      | Luxemburgi Zsigmond, (Habsburg) Albert |            |
| Losonci Dezső                                              | 1438–1441      | (Habsburg) Albert                      |            |
| Kusalyi Jakcs Mihály Kusalyi Jakcs László                  | 1440–1441      | I. (Jagelló) Ulászló                   |            |
| Hunyadi János                                              | 1441–1446      | I. Ulászló, V. (Habsburg) László       |            |
| Újlaki Miklós                                              | 1441–1458      | I. Ulászló, V. (Habsburg) László       |            |
| Bebek Imre                                                 | 1446–1448      | V. László                              |            |
| Rozgonyi János                                             | 1450–1458      | V. László                              |            |
| Rozgonyi Sebestyén                                         | 1458–1461      | Hunyadi Mátyás                         |            |
| Kanizsai László                                            | 1459–1461      | Hunyadi Mátyás                         |            |
| Kanizsai Miklós                                            | 1461           | Hunyadi Mátyás                         |            |
| Újlaki Miklós Dengelegi Pongrác János                      | 1462–1465      | Hunyadi Mátyás                         |            |
| Szentgyörgyi Zsigmond Szentgyörgyi János Ellerbach Bertold | 1465–1467      | Hunyadi Mátyás                         |            |
| Dengelegi Pongrác János Monoszlói Csupor Miklós            | 1468–1472      | Hunyadi Mátyás                         |            |
| Magyar Balázs                                              | 1472–1475      | Hunyadi Mátyás                         |            |
| Dengelegi Pongrác János                                    | 1475–1476      | Hunyadi Mátyás                         |            |
| Vingárti Geréb Péter                                       | 1478–1479      | Hunyadi Mátyás                         |            |
| Báthori István                                             | 1479–1493      | I. Mátyás, II. (Jagelló) Ulászló       | ecsedi     |
| Losonczi László Drágffy Bertalan                           | 1493–1494      | II. Ulászló                            |            |
| Drágffy Bertalan                                           | 1494–1498      | II. Ulászló                            |            |
| Szentgyörgyi Péter                                         | 1498–1510      | II. Ulászló                            |            |
| Szapolyai János                                            | 1510–1526      | II. Ulászló, II. Lajos                 |            |

## Vajdák a fejedelemség kialakulásáig
| Név                         | Vajdaság ideje | Vajdasága alatt uralkodó                 | Megjegyzés                           |
| --------------------------- | -------------- | ---------------------------------------- | ------------------------------------ |
| Perényi Péter               | 1526–1529      | I. (Habsburg) Ferdinánd, Szapolyai János |                                      |
| Báthory István              | 1530–1534      | I. (Habsburg) Ferdinánd, Szapolyai János | somlyói                              |
| Laszky Jeromos              | 1530–1534      | I. (Habsburg) Ferdinánd, Szapolyai János |                                      |
| Majláth István              | 1534–1541      | I. (Habsburg) Ferdinánd, Szapolyai János |                                      |
| Balassa Imre                | 1538–1540      | I. (Habsburg) Ferdinánd, Szapolyai János |                                      |
| Martinuzzi Fráter György    | 1551           | I. (Habsburg) Ferdinánd, Szapolyai János |                                      |
| Báthori András              | 1552–1553      | I. (Habsburg) Ferdinánd, Szapolyai János |                                      |
| Dobó István és Kendy Ferenc | 1553–1556      | I. (Habsburg) Ferdinánd, Szapolyai János |                                      |
| Báthory István              | 1571–1576      | Báthory István                           | 1576-tól fejedelem és lengyel király |
| Báthory Kristóf             | 1576–1581      | Báthory István                           | Báthory István bátyja                |
| Báthory Zsigmond            | 1581–1588      | Báthory István                           | Báthory Kristóf fia                  |